# De sable et de feu
Pour plus de détails, voir Fiche technique et Distribution.
De sable et de feu est un drame non historique italo-marocain réalisé par Souheil Ben Barka sorti en 2019.

## Synopsis
Située entre 1802 et 1818, c’est une histoire épique d’un officier de l’armée espagnole et conspirateur de génie. Missionné par l’Espagne, Domingo Badia, alias Ali Bey El Abbassi va rencontrer Lady Hester Stanhope, une aristocrate anglaise, plus connue sous le nom de Meleki, et ils vont vivre ensemble un destin hors du commun qui bouleversera le Moyen-Orient.

## Fiche technique
- Titre original : De sable et de feu
- Réalisation : Souheil Ben Barka
- Scénario : Souheil Ben Barka, Monica Giansanti et Bernard Stora
- Décors :
- Costumes : Myriam Laraki
- Photographie : Ugo Menegatti
- Montage : Lorenzo Fanfani
- Musique : Stefano Lentini
- Producteur : Souheil Ben Barka
  - Coproducteur : Marco Gaudenzi
- Sociétés de production : Flat Parioli et Jal's Production
- Société de distribution : Afrique Films
- Pays de production :  Maroc et  Italie
- Langue originale : arabe, espagnol et italien
- Format : couleur
- Genre : Drame non historique
- Durée : 116 minutes
- Date de sortie :
  - France : 18 septembre 2019

## Distribution
- Rodolfo Sancho : Ali Bey
- Carolina Crescentini : Lady Hester Stanhope
- Imanol Arias : Sultan
- Kamal Moummad : Salem
- Giancarlo Giannini : Talleyrand
- Marisa Paredes : Lady Williams
- Massimo Ghini : Amoros
- Marco Bocci : Godoy
- Christo Jivkov : Mulai Driss
- Emanuele Vezzoli : Firmin Didot

## Prix et reconnaissances
En novembre 2019, lors de l’ARPA international film festival de Los Angeles, il est récompensé par le prix de l'Excellence en réalisation cinématographique.